# آلیشیا موردا
آلیشیا موردا (انگلیسی: Alicia Moreda؛ ۱ نوامبر ۱۹۱۲ – ۱۳ ژوئن ۱۹۸۳) هنرپیشه، و بازیگر سینما اهل ایالات متحده آمریکا بود.